# Empresa Nacional de Ferrocarriles del Perú
La Empresa Nacional de Ferrocarriles del Perú o conocido como ENAFER fue una empresa pública peruana que asegura la administración y el uso comercial de la red ferroviaria de Perú.

## Historia

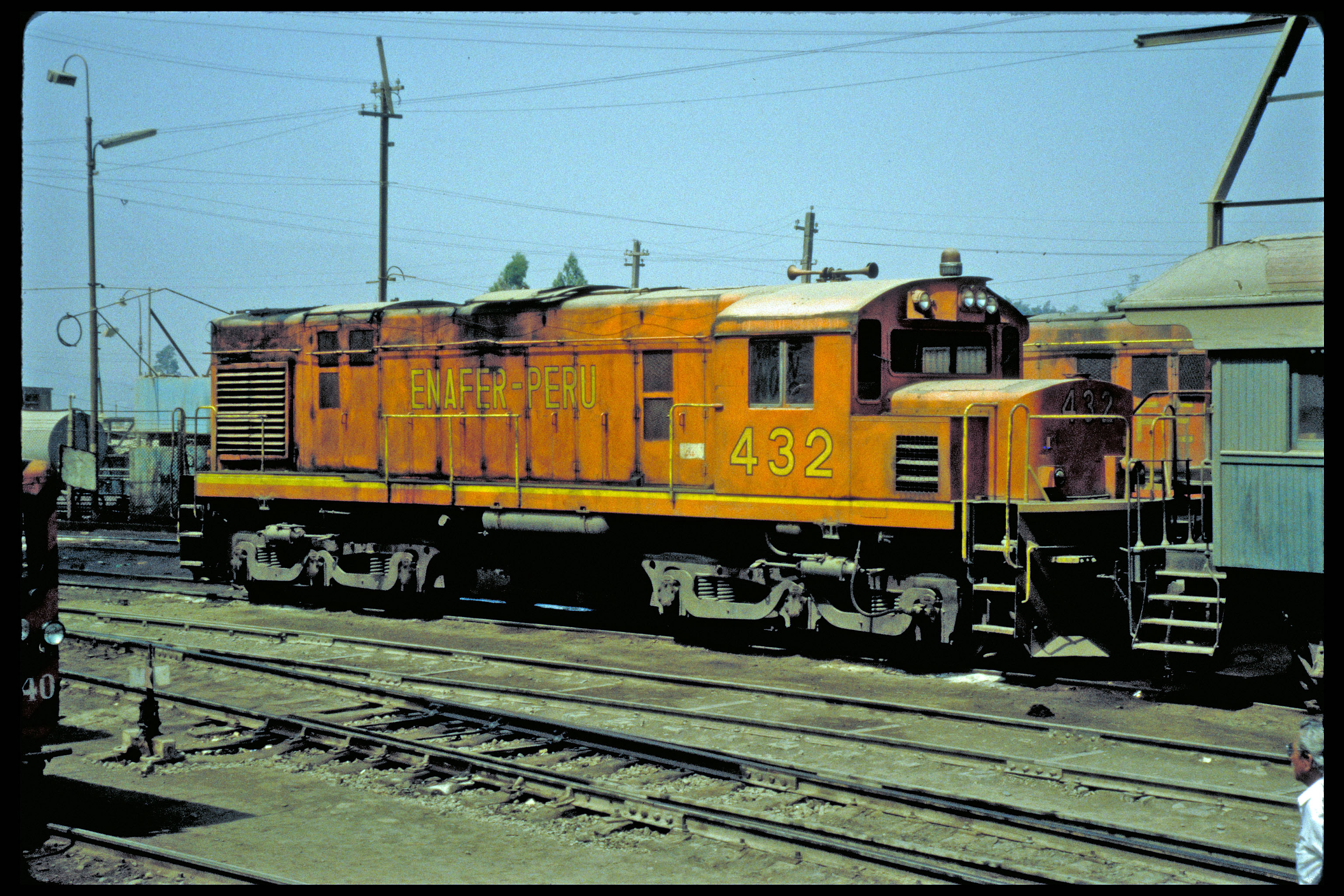
Antigua locomotora de ENAFER en 1995.

Creado por ley decreto supremo el 19 de septiembre de 1972 por el gobierno militar de Juan Velasco Alvarado, se formó por la nacionalización de varias compañías de propiedad extranjera que habían atendido principalmente dos redes separadas: el ferrocarril central que sirve a la ciudad de Lima, y el ferrocarril del sur que ofrece una segunda conexión al Océano Pacífico, se ha privatizado.
ENAFER Perú cerró sus operaciones en esta ruta a mediados de julio de 1999. El 20 de septiembre el ferrocarril central pasó a manos de sus nuevos dueños, y la compañía encabezada por Juan de Dios Olaechea en la cual la llamó Ferrovías Central Andina, empresa que tendrá la concesión de esta ruta por 30 años.
Actualmente ENAFER, a través del Gobierno Regional de Tacna, dirige solamente el tren binacional Tacna-Arica, la red ferroviaria de Perú incluye un total de 1886 km de líneas, principalmente con una sola vía de ancho estándar.